# ガンダム バトルオペレーション ネクスト
『ガンダム バトルオペレーション ネクスト』（GUNDAM BATTLE OPERATION NEXT）はバンダイナムコエンターテインメントが運営している基本無料・アイテム課金型のオンラインゲーム。略称は『バトオペネクスト』。
対応ハードはPlayStation 4、PlayStation 3。PS4とPS3でのマッチングも行われる。
運営開始日は2015年8月27日。
2019年3月28日にサービスを終了した｡

## 概要
PlayStation 3用に発売された『機動戦士ガンダム バトルオペレーション』の流れを汲む作品。前作は「一年戦争」と呼ばれる『機動戦士ガンダム』の時代前後の作品からのみ機体が登場していたが、本作では『機動戦士Ζガンダム』『機動戦士ガンダムSEED』、『新機動戦記ガンダムW』といった作品からも機体が登場する。ゲームのスピードが全体に前作よりもスピードアップしている、歩兵の概念が無いといった違いがある。
また、ゲーム中には「第3勢力」が登場することもある。サイコガンダムのような強力な機体が登場し、撃破した陣営にはボーナスが与えられる。

## ゲームの流れ
大きく戦闘シーンと準備のフェイズに分けられる。戦闘で得た開発ポイント、パーツ、経験値により、機体の開発・強化、レベルアップによって取得したポイントを使用し能力の習得が可能。
出撃するためには「出撃エネルギー」が必要。出撃エネルギーは時間の経過で回復するが、有料アイテムの購入で即時出撃することも可能。また、戦闘勝利時に得られる経験値・開発ポイント・パーツが通常より多くなる有料アイテムもある。

## 登場機体
| 汎用               |                                                          |                                          |
| 型式番号           | 機体                                                     | 登場作品                                 |
| RGM-79             | ジム                                                     | 機動戦士ガンダム                         |
| RX-78-2            | ガンダム                                                 | 機動戦士ガンダム                         |
| MS-06F             | ザクII                                                   | 機動戦士ガンダム                         |
| MS-09              | ドム                                                     | 機動戦士ガンダム                         |
| MS-09R             | リック・ドム                                             | 機動戦士ガンダム                         |
| MS-14A             | ゲルググ                                                 | 機動戦士ガンダム                         |
| RX-78NT-1          | ガンダムNT-1                                             | 機動戦士ガンダム0080 ポケットの中の戦争  |
| RX-79BD-1          | ブルーディスティニー1号機                                | 機動戦士ガンダム外伝 THE BLUE DESTINY    |
| RX-79[G]Ez8        | ガンダムEz8                                              | 機動戦士ガンダム 第08MS小隊              |
| RX-78GP01          | ガンダム試作1号機                                        | 機動戦士ガンダム0083 STARDUST MEMORY     |
| RX-78GP01Fb        | ガンダム試作1号機Fb                                      | 機動戦士ガンダム0083 STARDUST MEMORY     |
| RX-78GP02A         | ガンダム試作2号機                                        | 機動戦士ガンダム0083 STARDUST MEMORY     |
| MS-14A             | ガトー専用ゲルググ                                       | 機動戦士ガンダム0083 STARDUST MEMORY     |
| MSN-00100          | 百式                                                     | 機動戦士Ζガンダム                        |
| AMX-004            | キュベレイ                                               | 機動戦士Ζガンダム                        |
| AMX-004-2          | キュベレイMk-II（エルピー・プル機）                      | 機動戦士ガンダムΖΖ                       |
| FA-010S            | フルアーマーΖΖガンダム                                   | 機動戦士ガンダムΖΖ                       |
| RX-93              | νガンダム                                                | 機動戦士ガンダム 逆襲のシャア            |
| MSN-04             | サザビー                                                 | 機動戦士ガンダム 逆襲のシャア            |
| MSN-03             | ヤクト・ドーガ(ギュネイ)                                 | 機動戦士ガンダム 逆襲のシャア            |
| MSN-03             | ヤクト・ドーガ(クェス)                                   | 機動戦士ガンダム 逆襲のシャア            |
| RX-0               | ユニコーンガンダム                                       | 機動戦士ガンダムUC                       |
| MSN-06S            | シナンジュ                                               | 機動戦士ガンダムUC                       |
| NZ-666             | クシャトリヤ                                             | 機動戦士ガンダムUC                       |
| XM-X1              | クロスボーン・ガンダムX1フルクロス                       | 機動戦士クロスボーン・ガンダム 鋼鉄の7人 |
| OZ-00MS            | トールギス                                               | 新機動戦記ガンダムW                      |
| OZ-06MS            | リーオー                                                 | 新機動戦記ガンダムW                      |
| GX-9901-DX         | ガンダムDX                                               | 機動新世紀ガンダムX                      |
| GAT-01             | ストライクダガー                                         | 機動戦士ガンダムSEED                     |
| MBF-M1             | M1アストレイ                                             | 機動戦士ガンダムSEED                     |
| ZGMF-1017          | ジン                                                     | 機動戦士ガンダムSEED                     |
| ZGMF-600           | ゲイツ                                                   | 機動戦士ガンダムSEED                     |
| GAT-X105           | ストライクガンダム                                       | 機動戦士ガンダムSEED                     |
| GAT-X105+AQM/E-X01 | エールストライクガンダム                                 | 機動戦士ガンダムSEED                     |
| GAT-X102           | デュエルガンダムアサルトシュラウド                       | 機動戦士ガンダムSEED                     |
| ZGMF-X13A          | プロヴィデンスガンダム                                   | 機動戦士ガンダムSEED                     |
| ZGMF-X10A          | フリーダムガンダム                                       | 機動戦士ガンダムSEED                     |
| GAT-X252           | フォビドゥンガンダム                                     | 機動戦士ガンダムSEED                     |
| MBF-P03R           | ガンダムアストレイ ブルーフレーム セカンドリバイ         | 機動戦士ガンダムSEED VS ASTRAY           |
| ZGMF-X42S          | デスティニーガンダム                                     | 機動戦士ガンダムSEED DESTINY             |
| GN-0000+GNR-010    | ダブルオーライザー（GNソードIII)                         | 機動戦士ガンダム00                       |
| ASW-G-08           | ガンダム・バルバトス（第４形態）                         | 機動戦士ガンダム 鉄血のオルフェンズ      |
| 格闘               |                                                          |                                          |
| 型式番号           | 機体                                                     | 登場作品                                 |
| MS-07B             | グフ                                                     | 機動戦士ガンダム                         |
| MS-14A             | ゲルググ                                                 | 機動戦士ガンダム                         |
| YMS-15             | ギャン                                                   | 機動戦士ガンダム                         |
| RGM-79L            | ジム・ライトアーマー                                     | MSV                                      |
| RGM-79HC           | ジム・ガードカスタム                                     | MSV-R                                    |
| MS-08TX[EXAM]      | イフリート改                                             | 機動戦士ガンダム外伝 THE BLUE DESTINY    |
| MS-07B-3           | グフカスタム                                             | 機動戦士ガンダム 第08MS小隊              |
| RX-0[N]            | バンシィ・ノルン                                         | 機動戦士ガンダムUC                       |
| GF13-017NJ         | シャイニングガンダム                                     | 機動武闘伝Gガンダム                      |
| GF13-017NJII       | ゴッドガンダム                                           | 機動武闘伝Gガンダム                      |
| CGF13-001NHII      | マスターガンダム                                         | 機動武闘伝Gガンダム                      |
| XXXG-01D           | ガンダムデスサイズ                                       | 新機動戦記ガンダムW                      |
| XXXG-01S           | シェンロンガンダム                                       | 新機動戦記ガンダムW                      |
| OZ-00MS2           | トールギスII                                             | 新機動戦記ガンダムW                      |
| GAT-X105+AQM/E-X02 | ソードストライクガンダム                                 | 機動戦士ガンダムSEED                     |
| MBF-P02            | ガンダムアストレイ レッドフレーム (フライトユニット装備) | 機動戦士ガンダムSEED ASTRAY              |
| GN-001             | ガンダムエクシア                                         | 機動戦士ガンダム00                       |
| GN-0000            | ダブルオーガンダム                                       | 機動戦士ガンダム00                       |
| ASW-G-08           | ガンダム・バルバトス（第3形態）                          | 機動戦士ガンダム 鉄血のオルフェンズ      |
| ASW-G-08           | ガンダム・バルバトスルプス                               | 機動戦士ガンダム 鉄血のオルフェンズ      |
| 急襲               |                                                          |                                          |
| 型式番号           | 機体                                                     | 登場作品                                 |
| MSM-04             | アッガイ                                                 | 機動戦士ガンダム                         |
| MSZ-006            | Ζガンダム                                                | 機動戦士Ζガンダム                        |
| RX-139             | ハンブラビ                                               | 機動戦士Ζガンダム                        |
| MSZ-010            | ΖΖガンダム                                               | 機動戦士ガンダムΖΖ                       |
| XXXG-01W           | ウイングガンダム                                         | 新機動戦記ガンダムW                      |
| XXXG-00W0          | ウイングガンダムゼロ（EW）                               | 新機動戦記ガンダムW Endless Waltz        |
| AMF-101            | ディン                                                   | 機動戦士ガンダムSEED                     |
| TMF/A-802          | バクゥ                                                   | 機動戦士ガンダムSEED                     |
| TMF/A-803          | ラゴゥ                                                   | 機動戦士ガンダムSEED                     |
| GAT-X207           | ブリッツガンダム                                         | 機動戦士ガンダムSEED                     |
| GAT-X303           | イージスガンダム                                         | 機動戦士ガンダムSEED                     |
| ZGMF-X09A          | ジャスティスガンダム                                     | 機動戦士ガンダムSEED                     |
| SVMS-01            | ユニオンフラッグ                                         | 機動戦士ガンダム00                       |
| BN-876β            | ホットスクランブルガンダム                               | ガンダムビルドファイターズAR             |
| 支援               |                                                          |                                          |
| 型式番号           | 機体                                                     | 登場作品                                 |
| RX-75              | ガンタンク                                               | 機動戦士ガンダム                         |
| RX-77              | ガンキャノン                                             | 機動戦士ガンダム                         |
| RGM-79LV           | ジム・ナイトシーカーII                                   | MSV-R                                    |
| RGM-79SP           | ジム・スナイパーII                                       | 機動戦士ガンダム0080 ポケットの中の戦争  |
| XXXG-01H           | ガンダムヘビーアームズ                                   | 新機動戦記ガンダムW                      |
| XXXG-01SR          | ガンダムサンドロック                                     | 新機動戦記ガンダムW                      |
| GAT-X105+AQM/E-X03 | ランチャーストライクガンダム                             | 機動戦士ガンダムSEED                     |
| GAT-X103           | バスターガンダム                                         | 機動戦士ガンダムSEED                     |
| ZGMF-LRR704B       | ジン長距離強行偵察複座型                                 | 機動戦士ガンダムSEED                     |
| GN-002             | ガンダムデュナメス                                       | 機動戦士ガンダム00                       |

## 登場キャラクター
リサ・アリサワ
CV:上田麗奈
オペレーター。金髪を腰まであるポニーテイルにしている。地球連邦軍の軍服を着ている。

## 沿革
- 2015年4月30日 - オープンβテスト開始。
- 2015年8月27日 - 正式サービス開始。
- 2015年9月5日 - 10万DL記念キャンペーン開催。新マップ「グレート・キャニオン」追加。
- 2015年10月30日 - 第3勢力「アプサラス」追加。
- 2019年3月28日[14時持ちまして] サービス終了